# Allianz Open de Strasbourg
Het Allianz EurOpen Strasbourg is een jaarlijks golftoernooi in de Elzas. Het wordt steeds op een andere baan gespeeld.
Sinds 2009 maakt het toernooi deel uit van de Alps Tour en sinds 2010 van de Europese Challenge Tour. Het resultaat telt ook voor de Franse Allianz Golf Tour.

## Winnaars
| Jaar                       | Baan                      | Winnaar                 | Score              | Score              | Prijzengeld        |
| Open de Strasbourg         | Open de Strasbourg        | Open de Strasbourg      | Open de Strasbourg | Open de Strasbourg | Open de Strasbourg |
| -------------------------- | ------------------------- | ----------------------- | ------------------ | ------------------ | ------------------ |
| 1998                       | Sable Solesmes            | Warren Bennett          | 272                |                    |                    |
| Bayer Open de Strasbourg   |                           |                         |                    |                    |                    |
| 1999                       | Golf Disneyland           | Iain Pyman              | 275                |                    | € 114.000          |
| Allianz Open de Strasbourg |                           |                         |                    |                    |                    |
| 2000                       | Le Touquet Mer            | Fredrik Andersson Hed   | 277                |                    | € 120.000          |
| 2001                       | Golf d'Hardelot           | Mårten Olander          | 268                | -16                | € 123.250          |
| Allianz Open de Strasbourg |                           |                         |                    |                    |                    |
| 2009                       | Golf de Strasbourg        | Andrea Perrino          | 268                | -16                | € 132.000          |
| Allianz EurOpen Strasbourg |                           |                         |                    |                    |                    |
| 2010                       | Golf Club de la Wantzenau | Romain Wattel (amateur) | 271                | -17                | € 150.000          |
| Allianz Open de Strasbourg |                           |                         |                    |                    |                    |
| 2011                       | Golf Disneyland           | Nicolas Meitinger       | 269                | -15                | € 150.000          |
| 2012                       | Le Kempferhof Golf Club   | geannuleerd             |                    |                    |                    |

Het toernooi werd van 2002-2009 niet gespeeld.